# 米拉迪諾維島群
62°28′26″S 60°20′28″W / 62.47389°S 60.34111°W

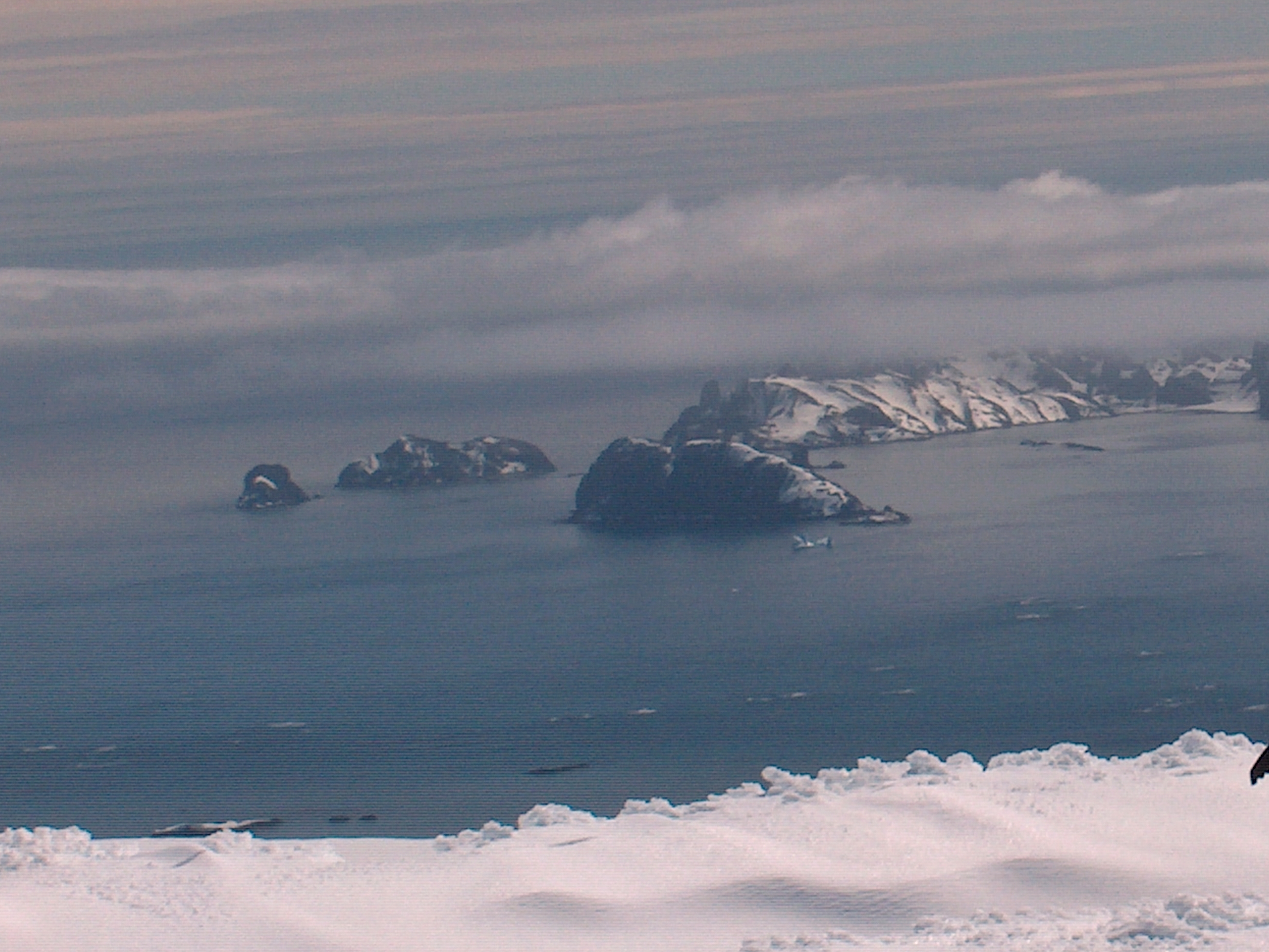

米拉迪諾維島群是南極洲的島群，屬於南設得蘭群島的一部分，由兩座島嶼組成，處於利文斯頓島北岸對開海域，現時由南極條約體系管理。

## 外部連結
- Miladinovi Islets. （页面存档备份，存于）